# آسمان نویس موزیلا
آسمان نویس موزیلا (به انگلیسی: Mozilla Skywriter) (قبلا Bespin  ) یک پروژه آزمایشگاه موزیلا بود که هدف آن ایجاد یک چارچوب مبتنی بر وب باز، قابل توسعه و قابل تعامل برای ویرایش کد بود.
این شرکت از ژانویه ۲۰۱۱، در پروژه‌های Ajax.org Ace و کلود۹ آی‌دی‌یی ادغام شده است. 

## نام
نام اصلی اشاره‌ای بود به بسپین، غول گازی تخیلی از جنگ ستارگان بود که «شهر ابر» در آن واقع شده است  كه مربوط به ماهیت رایانش ابری این پروژه است.
در زمان قبل از انتشار نسخه ۱.۰، نام پروژه به دلیل "بسیاری از تعارف و شکایات" نسبت به نسخه قبلی به Skywriter تغییر یافت. این نام جدید همچنین اشاره ای به کدنویسی در محیط ابری دارد. 

## ویژگی ها
آسمان نویس فضای کار مشترک تری را تشویق می‌کند که در آن می‌توان به داده‌ها از هر دستگاهی دسترسی پیدا کرد.  این به توسعه‌دهندگان اجازه می‌دهد تا از طریق یک رابط یکپارچه که از طریق یک مرورگر وب قابل دسترسی است، بدون توجه به اینکه از نظر فیزیکی در کجا قرار دارند، روی پروژه‌ها همکاری کنند  این برنامه پس از ثبت نام رایگان در وب سایت برای همه در دسترس است. 
آسمان نویس در حال حاضر از برجسته‌سازی نحو برای اچ‌تی‌ام‌ال، شیوه‌نامه آبشاری، پی‌اچ‌پی، پایتون، سی شارپ، سی، روبی، جاوا اسکریپت و سیم کشی (که توسط بن‌سازه آردوینو استفاده می‌شود) پشتیبانی می‌کند. 

## لینک های خارجی
- وبگاه رسمی
- مخزن کد منبع Skywriter (رسمی)
- Bespin and the Open Web در یوتیوب   توسط Dion Almaer و Ben Galbraith در Google I / O 2009
- مخزن کد منبع Bespin (قدیمی)
- گزارش را تغییر دهید
- Cloud9 بایگانی‌شده  در ۴ فوریه ۲۰۲۰ توسط Wayback Machine